# Psychonauts in the Rhombus of Ruin
Psychonauts in the Rhombus of Ruin — однопользовательский квест в виртуальной реальности, разработанный компанией Double Fine Productions для Playstation 4 и Windows. Игра выпущена в 2017 году, сюжет разворачивается между событиями Psychonauts и Psychonauts 2.

## Геймплей
В отличие от оригинального 3D-платформера, Psychonauts in the Rhombus of Ruins стала сфокусированной на головоломках игрой от первого лица, близкой к Point-and-click-приключению. В роли Раза, игрок всегда находится в сидячем положении и взаимодействует с персонажами и объектами с помощью своих пси-способностей, например, телекинеза или пирокинеза. В отличие от многих VR-игр, использующих механику «мигающей телепортации»[прояснить] для перемещения в виртуальном мире, Psychonauts in the Rhombus of Ruin предлагает игроку перемещаться с помощью пси-способности Раза — ясновидения, позволяющей видеть мир с точки зрения других объектов или персонажей. Эта механика используется по мере продвижения по игре для решения загадок и развития сюжета.

## Сюжет
В конце Psychonauts Раз был признан талантливым пси-кадетом и получил приглашение присоединиться к своим наставникам, тренеру Олеандру и агентам Саше Найну и Милле Воделло как настоящий Психонавт. Но когда Раз собирается покинуть лагерь вместе со своим отцом, приходит сообщение о том, что отец Лили, Глава Психонавтов Труман Занотто был похищен. Команда, включая Раза и Лили, вылетает на самолёте психонавтов для спасательной миссии. Используя Ясновидение, Раз видит Занотто запертым в Гибельном Ромбе (отсылка к бермудскому треугольнику). Команда прибывает в Гибельный Ромб, но самолёт терпит крушение.
Раз пробуждается привязанный к стулу и обнаруживает, что находится в одной камере с Занотто. Используя свои пси-силы, Раз исследует океан, загрязнённый хламом, и находит Сашу, Миллу, Лили и Олеандра запертыми в галлюцинациях, созданными залежами Пситаниума. После того, как команда была освобождена от галлюцинаций, Раз возвращается в своё тело Доктором Лобото, безумным бывшим дантистом, похитителем Занотто. Используя Психо-портал, отданный тренером Олеандром, Раз проникает в разум Лобото. Там он сражается с гигантской версией Лобото и находит его воспоминания, где видит, что Лобото тоже имел экстрасенсорные способности, но его родители не одобряли их и отослали его в Торни Тауэрс.
После того, как Раз выходит из разума Лобото, Лобото решает измениться, но вместо этого затапливает базу, скрывшись от Раза и остальных. Команда вместе с Занотто спасается, и игра заканчивается тем, как Лили рассказывает отцу об их приключениях. Занотто восклицает, не веря что Раз её парень.

## Разработка
Концепт Psychonauts in the Rhombus of Ruin был разработан во время подготовки к кампании по сбору средств на разработку Psychonauts 2. Вместе с директором Double Fine Productions Тимом Шейфером, были обдуманы варианты игр с использованием новой системы виртуальной реальности, похожие на игры, ранее созданные для Kinect. В связи с фокусом новой игры на серии Psychonauts, команда согласилась, что VR-игра будет хорошим вариантом для погружения во вселенную Psychonauts.
Игра была выпущена 21 февраля 2017 года для PlayStation VR, после одного с половиной года разработки.

## Критика
| Сводный рейтинг | Сводный рейтинг |
| Агрегатор       | Оценка          |
| --------------- | --------------- |
| GameRankings    | 70,68 %         |

Psychonauts in the Rhombus of Ruin получил средние отзывы критиков. Плюсами названы уникальный геймплей, хорошая интеграция в историю, вписывающуюся в мир Psychonauts. Минусами названы короткая продолжительность игры, единичное прохождение и резкий конец.
Игра была номинирована на награду в категории Best VR Experience на Best of 2017 Awards журнала IGN, а также на награду Академии интерактивных искусств и наук в категории Immersive Reality Game of the Year 2017 года.